# Gieorgij Awienarius
Gieorgij Aleksandrowicz Awienarius (ros. Георгий Александрович Авенариус; ur. 30 listopada 1903, zm. 18 czerwca 1958) – radziecki filmoznawca, autor licznych artykułów o teorii i historii filmu, kandydat nauk o sztuce (1957).
W 1926 ukończył studium aktorskie w Odessie, a w 1929 roku Odeskie Technikum Filmowe. W latach 1932–1936 był wykładowcą w Kijowskim Instytucie Filmowym. Od 1936 roku wykładał historię kina zagranicznego na Wszechrosyjskim Państwowym Uniwersytecie Kinematografii. Uczestniczył w tworzeniu Państwowego Archiwum Filmowego ZSRR (Gosfilmofond), a od 1948 roku był kierownikiem jego oddziału zagranicznego. 

## Źródła
- А - Ам - Свод персоналий, Игорь Абросимов, СОВЕТСКАЯ РОССИЯ: 1917-1991: государство, политика, экономика, наука, культура, литература, искусство - СВОД ПЕРСОНАЛИЙ. [dostęp 2016-04-06]. (ros.).
- АВЕНАРИУС Георгий Александрович. Кино: Энциклопедический словарь. - М.: Советская энциклопедия. Гл. ред. С. И. Юткевич; Редкол.: Ю. С. Афанасьев, В. Е. Баскаков, И. В. Вайсфельд и др.. 1987. [dostęp 2016-04-06]. (ros.).